# Gobanme Iwa
Gobanme Iwa är en kulle i Antarktis. Den ligger i Östantarktis. Norge gör anspråk på området. Toppen på Gobanme Iwa är 66 meter över havet.
Terrängen runt Gobanme Iwa är kuperad. Havet är nära Gobanme Iwa norrut.  Trakten är obefolkad. Det finns inga samhällen i närheten. 